# Křižíkova motorová elektrárna (Tábor)
Motorová elektrárna v Táboře či také Křižíkova elektrárna je vyřazená parní elektrárna v jihočeském městě Tábor, v bezprostřední blízkosti řeky Lužnice. Zřízena byla pro potřeby napájení elektrizace železniční trati Tábor–Bechyně prováděné Křižíkovými závody Františka Křižíka. Okolo roku 1959 byla vyřazena mimo provoz a přeměněna na teplárnu. Od roku 2015 je chráněna jako kulturní památka České republiky.

## Historie

### Vznik

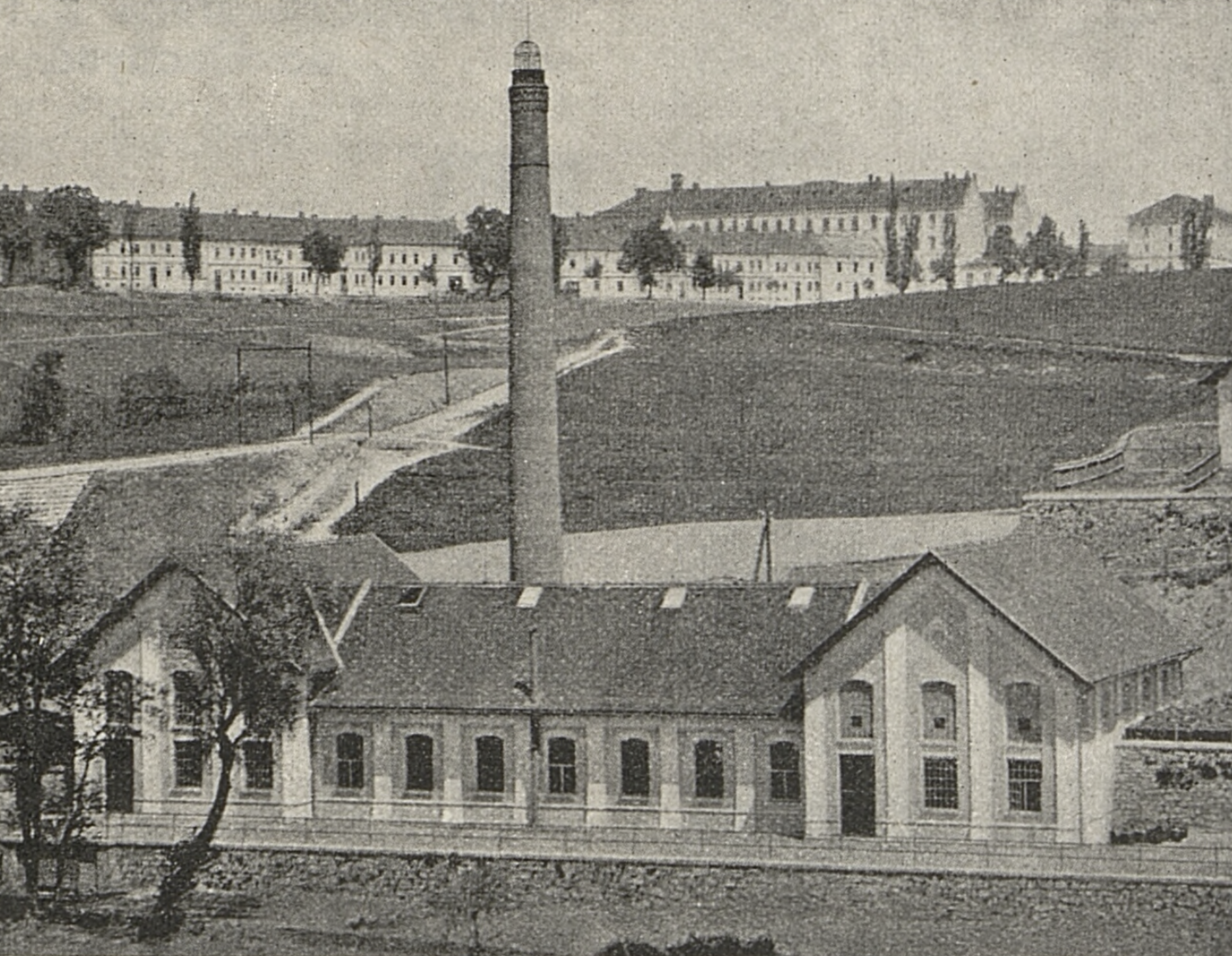
Táborská elektrárna krátce po dokončení (časopis Epocha, září 1903)

O stavbě elektrárny bylo rozhodnuto v rámci výstavby železniční trati mezi Táborem a Bechyní s elektrickým provozem roku 1903, prvního takového projektu v českých zemích, jehož iniciátorem byl podnikatel a inovátor v oblasti elektřiny František Křižík. Užitkovou stavbu s novorenesančními prvky umístěnou při břehu Lužnice 1,2 km od začátku tratě zhotovil v letech 1902 až 1903 táborský stavitel V. Tiebl, strojní zařízení byly pak spolu s dalším vybavením trati dodány z Křižíkových závodů v Praze-Karlíně.

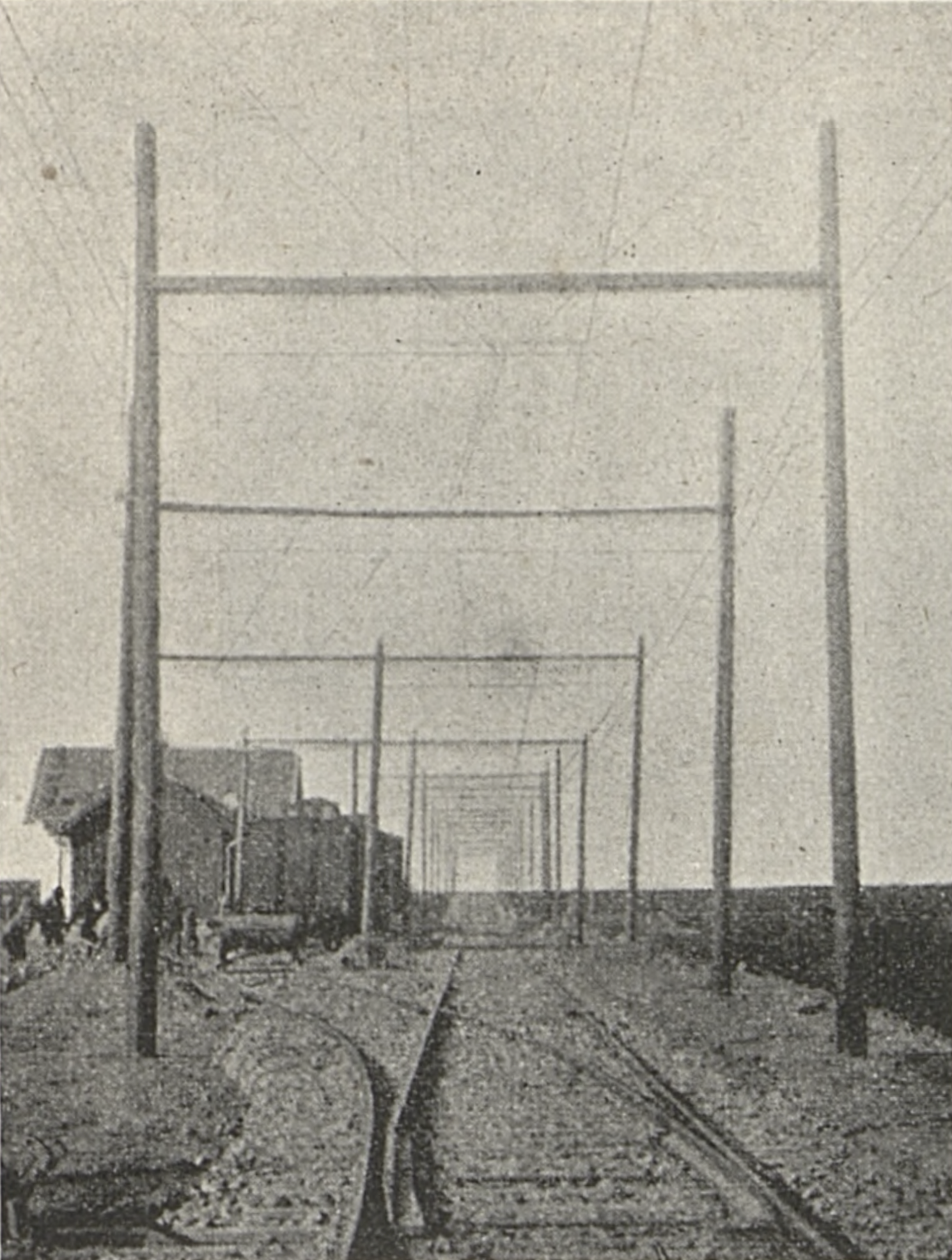
Napájení trati ve stanici Slapy (časopis Epocha, září 1903)

Energii pro trakční soustavu 2x 700 V stejnosměrného napětí zde byla vyráběna pomocí 3 dynam poháněných parními stroji s kotly tzv. Tischbeinovy soustavy, zálohově byl provoz pro případ výpadku jištěn sadou akumulátorů. Do provozu byla uvedena s celou tratí dne 20. června 1903. Vedle provozu trati zásobovala i pro souběžně zřizované veřejné osvětlení města Tábora. Bližší polovina tratě byla napájena přímo, k začátku druhého úseku u Malšic bylo z elektrárny vedeno samostatné dvoupólové vedení, to však bylo roku 1914 sejmuto z důvodu válečného nedostatku materiálu.

### Přestavby
V roce 1929 byla elektrárna propojena s celostátní rozvodnou sítí. V roce 1938 bylo při rekonstrukci napájení změněno na dvojvodičové o napětí 1500 V. Účelu výroby elektřiny přestala sloužit okolo 1959, následně byla přeměnena na centrálu rozvodu tepla s uhelnými, později pak plynovými kotly. Po roce 2012 sloužila stavba jako skladiště. K objektu původně náležel také komin, ten byl však v pozdějších letech stržen.

### Plány na nové využití
Roku 2015 získal objekt památkovou ochranu, zároveň se objevily plány z památkově cenné budovy vybudovat kulturní centrum. V jejích prostorách se uskutečnilo několik kulturních výstav a vystoupení, mj. v rámci pravidelného hudebně-výtvarného festivalu Transforma. Z iniciativy města byl následně představen architektonický návrh na renovaci a přestavbu objektu určeného pro kulturní účely.